# Alcañiz
Alcañiz es un municipio y localidad española de la provincia de Teruel, en la comunidad autónoma de Aragón. Perteneciente a la comarca del Bajo Aragón, de la que es capital, el municipio está formado por el núcleo urbano de Alcañiz y las pedanías de Valmuel y Puigmoreno. En 2020 tenía 16 006 habitantes, según los datos del INE y es, junto con la capital provincial, uno de los pocos municipios que cuenta con un incremento de población notable en la provincia, en contraposición a la despoblación que sufre la mayor parte de ese territorio. Es capital tradicional del territorio del Bajo Aragón histórico. En el municipio se encuentra el circuito de velocidad MotorLand Aragón.

## Geografía
Integrado en la comarca de Bajo Aragón, de la que ejerce de capital, se sitúa a 145 km de la capital provincial. El término municipal está atravesado por distintas carreteras: 
- Carretera nacional N-211 entre los pK 233 y 258, que une Alcolea del Pinar con Fraga.
- Carretera nacional N-232 entre los pK 125 y 149, que une Vinaroz con Zaragoza.
- Carretera nacional N-420, que une Córdoba con Tarragona, y comparte trayecto con la N-211 desde Montalbán hasta Alcañiz y con la N-232 entre Alcañiz y Valdealgorfa.
- Carretera autonómica A-1409, que se dirige a Castelserás.
- Carretera autonómica A-1408, que une la carretera nacional N-211 con Castelserás.
- Carreteras locales que comunican con las pedanías y con las localidades de Torrecilla de Alcañiz y Valdealgorfa.

El relieve del municipio es el característico de la amplia comarca a la que pertenece, que forma un paisaje rocoso con ondulaciones, recorrido por el río Guadalope. Las elevaciones más destacadas son Puig Moreno (465 m) al noroeste, sierra de Vizcuerno (496 m) al norte, Chinchol (440 m) al este y Peña Blanca (466 m) al oeste. Destacan también las lagunas Las Saladas, el pinar La Mangranera y el estanque de la Estanca. La altitud oscila entre los 496 m en la sierra de Vizcuerno (El Campanero) y los 240 m a orillas del río Guadalope, en el embalse de Caspe II. La ciudad se alza a 340 m sobre el nivel del mar. 
| Noroeste: Samper de Calanda  | Norte: Caspe (Zaragoza)                           | Noreste: Maella (Zaragoza)         |
| Oeste: Híjar                 |                                                   | Este: Maella (Zaragoza) y Mazaleón |
| Suroeste: Andorra y Alcorisa | Sur: Calanda, Castelserás y Torrecilla de Alcañiz | Sureste: Valdealgorfa              |

## Historia

### Origen
Los orígenes de Alcañiz como asentamiento de población estable son difusos. Pese a considerarse el despoblado de Alcañiz el Viejo como su precedente, el poblamiento actual parece que procede de época musulmana, ya que su nombre actual proviene del árabe, quizá de al-qannis, que significa "las cañas o cañizos", muy abundantes en la ribera del río Guadalope que rodea con un meandro la ciudad, o quizá de الكنائس al-kanā'is, que significa "las iglesias".
Las primeras referencias confirmadas se remontan a 1157, cuando el conde de Barcelona Ramón Berenguer IV, príncipe de Aragón por su matrimonio con la reina Petronila de Aragón, la reconquistara, ampliando su término para hacer frente al azote musulmán, pero no tardó en volver a perderla, hasta la segunda reconquista llevada a cabo por su hijo Alfonso II de Aragón. En 1179 Alfonso II de Aragón cedió el castillo de Alcañiz a la orden religiosa-militar de Calatrava, comenzando así una pugna que duraría siglos entre el concejo y la orden.
Tanto en su historia como en su evolución urbana se aprecia el dominio inicial de la Orden de Calatrava en los siglos XII, XIII y XIV. Esta orden monástico-militar, impuso su modelo de poblamiento e impulsó un primer recinto de muralla, la "muralla alta", cuyo símbolo era el propio castillo. Durante el siglo XV será el concejo medieval quien tome la preponderancia en Alcañiz y todo el Bajo Aragón, gracias en parte al apoyo de diferentes Reyes de Aragón, la aparición de una nobleza local, y el progresivo deterioro de las Órdenes Militares en la península ibérica, tras terminar la Reconquista en 1492. El símbolo del concejo alcañizano serán las Casas Comunes, de las que se conserva un mural, llamado Mural de la Justicia, instalado en el edificio que heredó esta función en el siglo XVI, la actual casa consistorial, que junto a la lonja, la creación de la plaza Mayor (actual plaza de España), y una ampliación y reordenación urbana, dentro de los límites de un nuevo recinto de muralla del siglo XIV, la llamada "muralla baja", configuran el cambio de una villa medieval calatrava a una ciudad renacentista.

### La Concordia de Alcañiz
En 1411 fue sede del parlamento de la Concordia, creado para elegir al sucesor de la Corona de Aragón en Caspe, tras la muerte de Martín I "el Humano", rey de Aragón. Esta reunión de Alcañiz vino precedida por una reunión de Cortes en Calatayud. De ella salió la invitación a las cortes valencianas y catalanas, de tomar conjuntamente las riendas del proceso sucesorio del rey difunto, bajo el apercibimiento, de que si no enviaban sus representantes, Aragón como reino titular de la Corona, y sus Cortes decidirían por sí solas quien fuera el sucesor.
El 15 de febrero de 1412, Cataluña y Aragón firman la Concordia de Alcañiz en la que establecen que nueve compromisarios (que al final se agruparían en tres por cada uno de los territorios de Aragón, Valencia y Condado de Barcelona) reunidos en la localidad aragonesa de Caspe, deliberen sobre los derechos de los pretendientes y decidan cuál debe ocupar el trono, siempre y cuando el elegido obtenga un mínimo de seis votos y al menos uno de cada trío.
El Reino de Valencia no había podido instituir un parlamento unificado, por lo que no llegó a tiempo para estar presente en las decisiones finales de la Concordia, a pesar de los esfuerzos aragoneses y catalanes para que pudieran integrarse sus dos asambleas (una en Vinaroz y otra en Traiguera, luego trasladada a Morella) y enviar una representación unitaria a Alcañiz. Sin embargo, el mismo 15 de febrero llegaron enviados de la asamblea de Vinaroz (aunque solo representaba al bando urgelista) con credenciales para poder confirmar los acuerdos tomados. Al día siguiente de ser firmada la concordia, el 16 de febrero, los embajadores valencianos Pedro Puyol, Juan Gascó y Pedro Catalá aceptaron en su integridad todo lo establecido en la Concordia lamentando que no hubieran podido estar presentes representantes del parlamento de Traiguera, ahora reunido en Morella.
La elección de los nueve compromisarios fue posterior a la Concordia de Alcañiz, y partió de una lista inicial propuesta por Gil Ruiz de Lihori, en realidad Juan Fernández de Heredia IV, gobernador de Aragón, y Juan Jiménez Cerdán, justicia mayor del Reino, posteriormente ratificada. Los compromisarios fueron:
- Por Aragón:
  - Domingo Ram, obispo de Huesca.
  - Francisco de Aranda, antiguo consejero real y enviado de Benedicto XIII.
  - Berenguer de Bardají, jurista y letrado general de las Cortes de Aragón.
- Por Cataluña:
  - Pedro de Sagarriga, arzobispo de Tarragona
  - Bernardo de Gualbes, síndico y conseller de Barcelona.
  - Guillem de Vallseca, letrado general de las Cortes catalanas.
- Por Valencia:
  - Bonifacio Ferrer, prior de la Cartuja de Portaceli.
  - Vicente Ferrer, dominico valenciano.
  - Ginés Rabassa, ciudadano de Valencia experto en derecho, que por enfermedad fue sustituido por Pedro Beltrán.

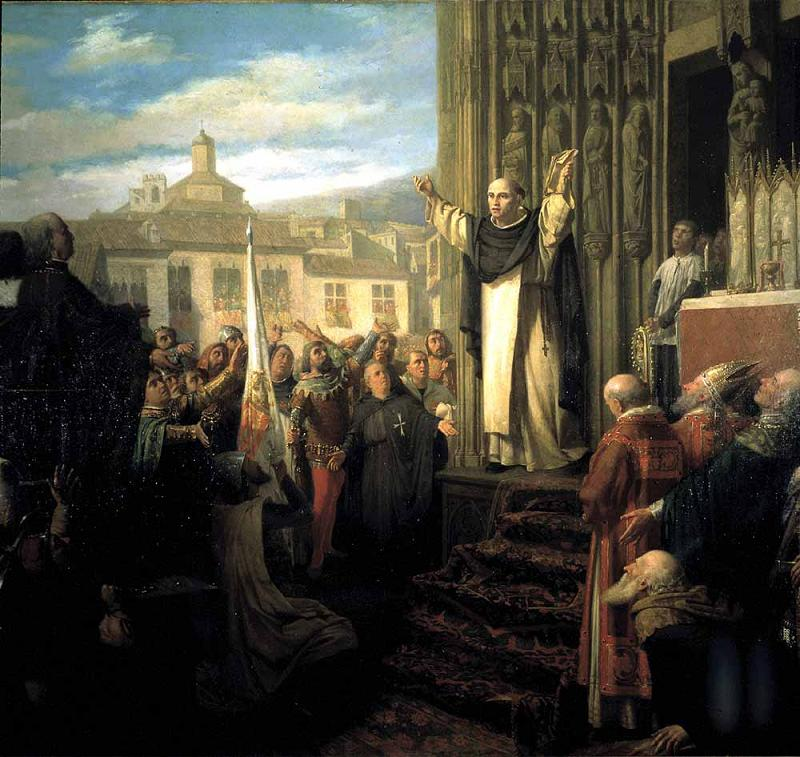
Compromiso de Caspe por Dióscoro Puebla (1867).

El Compromiso de Caspe concluyó con la elección del castellano Fernando de Antequera, sobrino del difunto rey, como sucesor, y dio una solución pactada a la sucesión regia, memorable por su inteligencia y precursora en el contexto europeo, tanto por evitar una guerra civil entre los candidatos a la sucesión de la Corona de Aragón, como por asumir los parlamentos de los reinos y del condado la soberanía para decidir sobre un asunto tan trascendente como quien sería su gobernante.

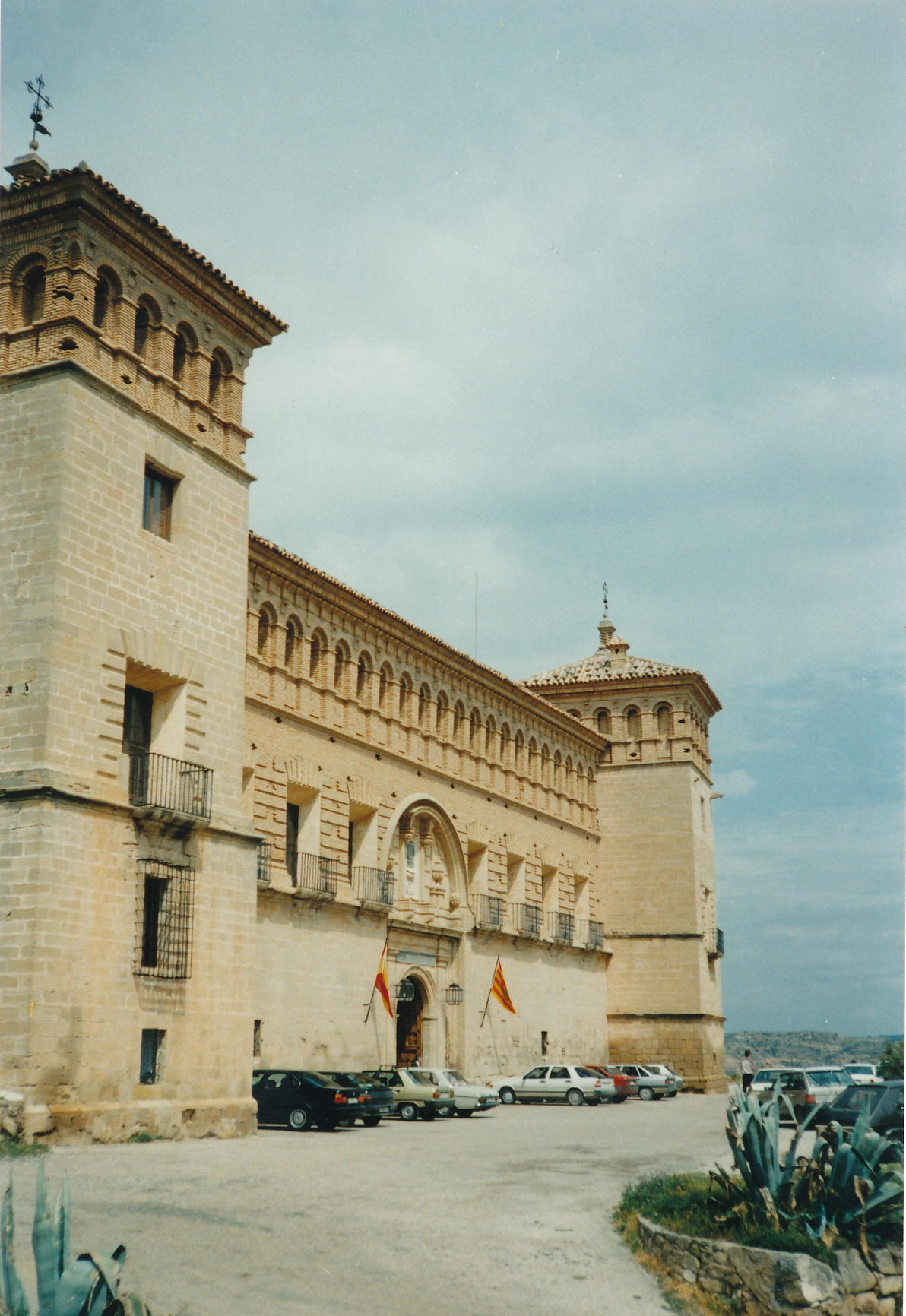
Castillo de los Calatravos, hoy Parador de Turismo

Gracias a este hecho inicial de tan singular proceso, y para conmemorarlo, se dio a Alcañiz el título de «Ciudad de la Concordia».

### Edad Moderna
En 1462 sufrió las acometidas de los castellanos y catalanes que liderados por Juan Fernández de Híjar y Cabrera se sublevaron contra Juan II en apoyo de su hijo Carlos de Viana. El cambio de bando del señor y posterior duque de Híjar permitió al rey retomar la región. Participó activamente en el sometimiento de la secesión catalana de 1640, contribuyendo con hombres y dinero, por lo que Felipe IV como recompensa le concedió el título de "ciudad" en 1652.

### SigloXIX
El 26 de enero de 1809 se produjo el sitio de Alcañiz, donde las tropas españolas retiradas del Cordón de Samper defendieron la ciudad frente a las tropas francesas del general Wathier, con 2000 infantes, 500 caballos, 3 cañones y 1 obús, con los que cercó la ciudad. Los improvisados defensores sumaban 1500 hombres, en su mayoría bisoños y mal armados. Salieron a recibir al enemigo 700 paisanos, de los cuales murieron 140, de ambos sexos, en la primera acometida. Poco más tarde el francés se introduce en el casco urbano por la zona del matadero, y durante 3 horas el fuego es vivísimo entre ambos bandos, principales escenarios del combate fueron la calle Mayor y la plaza del Carmen, donde defensores como Miguel Rufí y Tomás Barreda disparaban desde sus casas y luchaban cuerpo a cuerpo contra el invasor. Llegados a la plaza de España desde la cuesta de la calle Mayor, los Imperiales se desperdigaron por las principales arterias de la ciudad, como las calles Blasco, Alejandre y del Carmen. Más de 100 vecinos muertos quedaron desperdigados por las calles ocupadas, el coste para los imperiales fue de unos 400 hombres.
Los ocupantes procedieron al saqueo, destrucción e incendio de viviendas y monumentos, asesinatos y violaciones. La orfebrería de plata de la iglesia parroquial fue fundida frente a su portada para transformarse en lingotes y llevarlas a Francia. Igual suerte corrieron las reliquias de san Vicente Ferrer, junto con la destrucción del Archivo Municipal. Hasta su retirada hacia Híjar, La Puebla de Híjar y Samper de Calanda el día 21 de mayo ante la nueva ofensiva española comandada por Joaquín Blake. Se afirma que su única victoria fue la batalla de Alcañiz, sucedida el 23 de mayo de 1809.
Por un lado el mariscal Louis Gabriel Suchet, que se acercó a Alcañiz para evitar la ofensiva española que se preparaba para liberar Zaragoza del segundo sitio, contaba con 10 000 infantes, 800 caballos y 12 piezas de artillería.
Frente a él se apostaba Blake con tropas valencianas y murcianas. Repartidas entre los cerros de Capuchinos, Perdiguer y Las Horcas. A la vanguardia se encontraba el general Juan Carlos de Aréizaga, en el cerro de Pueyos, con los infantes de Aragón.
Atacó Suchet frontalmente a Pueyos, siendo rechazado. Más tarde embiste el Cabezo Perdiguer y de nuevo Pueyos, con sólida infantería francesa y dos compañías polacas. De inmediato Blake lanza su caballería para rodear a los atacantes, pero se retiran ante cargas de fusilería y caballería imperial. Finalmente, una fuerte columna francesa de 2000 infantes de reserva se lanzó por la huerta hasta el cerro de las Horcas, pero fueron barridos por la eficaz artillería española que mandaba con enorme acierto y grandes dosis de valentía el brigadier Martín García-Loygorri e Ichaso, que los puso en desbandada, provocando su retirada precipitada hacia Samper de Calanda, dejando más de 1000 muertos y 40 prisioneros sobre el terreno; los españoles sufrieron 300 bajas, entre muertos y heridos. Y tan diezmados quedaron que no se atrevió Blake a perseguir al enemigo, camino de Zaragoza.
Más tarde, las derrotas de Blake en María de Huerva y en Belchite, provocaron una nueva ocupación francesa de Alcañiz, que perduró hasta el 11 de julio de 1813, cuando el primer regimiento de línea italiano evacuó el Castillo Calatravo, destruyendo sus defensas, incorporándose en Caspe a la división Musnier en retirada hacia el norte.
Como importante nudo de comunicaciones entre Aragón, Cataluña y Valencia, sólo decir que el mariscal Suchet tuvo la ciudad a menudo como centro de operaciones, donde publicó varias disposiciones sobre el reino de Aragón, y mantuvo casi permanentemente una guarnición de 2000 hombres, sobre una ciudad ocupada que sumaba en 1810 poco más de 4000 almas.
Tras la evacuación se vio el coste de la ocupación francesa: destrucción y saqueo del Sepulcro de Lanuza, en la iglesia románica del Castillo Calatravo; desaparición de reliquias de todos los conventos e iglesias de la ciudad, salvo contadas excepciones escondidas por religiosos y vecinos; voladura del convento de Carmelitas en el barrio de Almudines y desaparición de las iglesias de San Pedro y San Juan, del Calvario y la ermita de la Encarnación. Se calcula que más de un tercio del casco urbano desapareció durante la ocupación. Además de dos saqueos generales que tuvo que sufrir la ciudad. De una población de 7000 habitantes a principios del siglo XIX, se pasó a 1700 vecinos en 1813. El desastre no fue menor al de Zaragoza, aunque sí mucho menos conocido. Según Eduardo Jesús Taboada: "había en Alcañiz un montón de ruinas, poca gente y mucha miseria, su riqueza, sus archivos y sus títulos, todo había sido pasto de las llamas". Por su resistencia al invasor en esta guerra, le fue concedida a la ciudad el título de "muy leal".
Tras la contienda, el escultor alcañizano Tomás Llovet realizó varios trabajos en la ciudad, como la construcción del retablo mayor en mármol de la entonces colegiata de Santa María la Mayor (1818), o reparaciones en el santuario de Nuestra Señora de Los Pueyos.
La huella de la guerra tardaría décadas enteras en borrarse, a lo que se sumó el sitio del general Ramón Cabrera en 1838 al frente de los carlistas. Donde, apostando baterías en el Cabezo del Cuervo, trató de hacer brecha para penetrar en la ciudad, lo intentaron los carlistas por el claustro de San Francisco, en ese momento usado como hospital. Siendo finalmente rechazados por las tropas leales al gobierno isabelino. Aún se podían ver los disparos de este combate en las paredes del extinto claustro hace pocos lustros. Uno de los principales cabecillas de las guerras carlistas fue el general Manuel Carnicer, alcañizano, quien tras ser denunciado fue capturado y ejecutado cuando realizaba un viaje de incógnito, pasando el mando de los carlistas en Aragón a su segundo, José Ramón Cabrera Griñó.
La ciudad sufrió tres sitios durante las guerras carlistas, 1838, 1847 y 1874; por resistir los asaltos de los carlistas y permanecer leal al gobierno Isabelino, el rey Alfonso XII le concedió el título de "Heroica".

### SiglosXXyXXI
A finales del siglo XIX una pequeña burguesía comenzaba a aflorar en la ciudad, fruto de ello fue la construcción del Teatro Municipal, fechado en 1872. En 1895 se hace realidad la inauguración del primer tramo del ferrocarril del Val de Zafán (32 km entre la Puebla de Híjar y la ciudad) y que en 1942 llegaría hasta Tortosa, al sur de Cataluña. Este ferrocarril llegó a contar con una estación y un apeadero en el municipio. Sin embargo, la línea fue languideciendo en sus últimos años ante la competencia del coche y en la década de 1970 acabaría siendo clausurada. En la actualidad es una vía verde de 110 km de recorrido (Bajo Aragón-Matarraña-Tierras del Ebro). 
Durante el primer tercio del siglo XX continuó el progreso industrial de Alcañiz, con aceiteras, fábricas de chocolates, comercios textiles, talleres de maquinaria, y muchas otras industrias. A su vez, la sociedad española en todo el espectro político era consciente de la corrupción del sistema bipartidista y la necesidad de unas reformas que aliviasen las condiciones miserables de la clase baja.
En una situación muy distinta de la actual, donde el aislamiento geográfico convertía las distancias en barreras, la Iglesia Católica, muy conservadora, creó en ciudades como Barcelona o Zaragoza las cajas de ahorros y centros educativos donde enseñar un oficio a los jóvenes sin recursos. Entre los habitantes desfavorecidos de la zona cercana a Alcañiz y las comarcas rurales próximas de Tarragona y Castellón, era fácil el apoyo a las ideas más cercanas del regeneracionista aragonés Joaquín Costa, partidario de la educación pedagógica de la Institución Libre de Enseñanza dirigida por Francisco Giner de los Ríos, del colectivismo agrario y contrario al analfabetismo y el caciquismo, en un pensamiento compartido por el anarquismo obrero que poco después se instaló en los núcleos rurales y adoptó además muchos de los planteamientos de Costa, experiencias de colectivización y otras de amor libre en plena guerra civil española, cuya represión influyó en el pensamiento y las penalidades de los niños de la posguerra. Luis Buñuel por ejemplo, procedía de la cercana Calanda y Eliseo Bayo de Caspe.
Resultaron premonitorios los artículos aparecidos de las repercusiones que la Semana Trágica de Barcelona del verano de 1909 iban a traer a Alcañiz y sus alrededores, sobre todo al Bajo Aragón. En agosto de 1909 el Heraldo de Aragón y El Noticiero, ambos con sede en Zaragoza se quejaron de la llegada de sujetos anarquistas que podía pervertir los sentimientos de la cristiana y pacífica ciudad de Alcañiz: Procedentes del tren mixto de Barcelona, descendieron en la estación de La Puebla de Híjar seis viajeros custodiados por doce guardias civiles, al mando de un sargento; cinco hombres y una mujer, Soledad Villafranca, la compañera (y viuda) del político anarquista Francisco Ferrer Guardia, director de la Escuela Moderna de la ciudad condal, ejecutado por el gobierno de Maura. Fue un destierro forzado y expresamente constaba que "Los confinados gozarán en Alcañiz de libertad personal pero no podrán salir más allá de un radio de cinco kilómetros alrededor del casco de la ciudad". Los hombres eran José Casasola, Anselmo Lorenzo, profesores de la Escuela Moderna de Barcelona y el último propagador del anarquismo de Bakunin en España y fundador de la Sección Federal Española de la A.I.T. y del periódico Solidaridad Obrera, José Robles Pazos, Mariano Bitiori y José Ferrer, hermano del director ejecutado. María Foncuberta, esposa de José Ferrer, era también fundadora de la Sección Federal Española de la A.I.T. y del periódico Solidaridad Obrera y se instaló con su esposo. Poco después llegaron cuatro desterrados más, compañeros de José Robles, vigilados por tres agentes de policía.
En 1936, durante la guerra civil, fue una de las colectividades españolas más importantes llevadas a cabo por los anarquistas de la CNT. No sólo se colectivizaron las tierras, sino que se emprendieron labores colectivas o recuperación de hospitales, así como la fundación de escuelas. Estas obras serían destruidas durante la guerra por las tropas franquistas (Fuente:Confederación Nacional del Trabajo).[cita requerida] También en 1936 los anarquistas de la CNT asesinaron entre otros a los escolapios del colegio San Valero de las Escuelas Pías de Alcañiz, que desde el año 1729, venían dando educación gratuita a los más pobres de la ciudad.

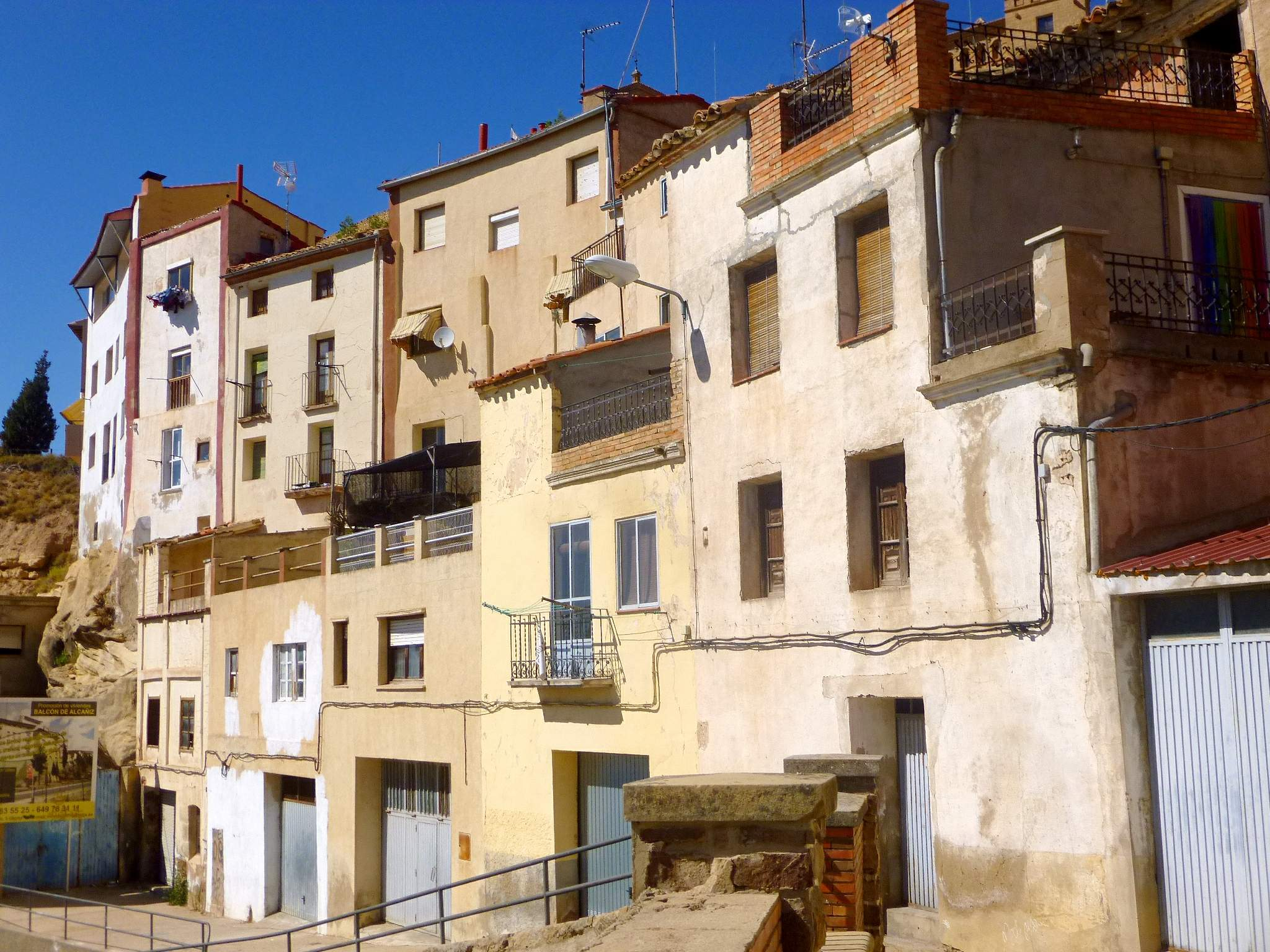
Viviendas en la localidad

En 1938, el día 3 de marzo a las 16:10 horas, cuando la ciudad estaba bajo mando republicano, sufrió un fuerte ataque aéreo del bando nacionalista. Aviones italianos aliados del bando del general Franco, ensayaron sus armas aéreas, que más tarde utilizarían en la Segunda Guerra Mundial, tanto contra las tropas militares, como contra los ciudadanos de Alcañiz, provocando un cientos de muertos entre la población civil, que no pudo protegerse del ataque. Los 15 bombarderos Savoia 79 lanzaron 120 bombas de 50 kg y 50 bombas de 100 kg; tras el bombardeo los tres cazas hicieron pasadas ametrallando a la población. Los dos hospitales con capacidad para 400 pacientes no pudieron acoger a tantos heridos y tuvieron que derivarlos a poblaciones cercanas. A los once días la legión italiana entró desfilando victoriosa. Este acto fue silenciado por los dos bandos. El bando franquista, por no mostrar cuan cruenta fue la acción; y los republicanos, por no desmoralizar a sus tropas en combate. Salió a la luz recientemente con la publicación del libro 1938, El bombardeo olvidado de José María Maldonado. El 14 de marzo de 1938, durante la ofensiva del Ebro, el CTV italiano, junto con fuerzas españolas, tomó la ciudad para el bando sublevado.
En 1943 la Diputación provincial eligió mayoritariamente a su alcalde Emilio Díaz Ferrer para el cargo de procurador en Cortes en la I Legislatura de las Cortes Españolas (1943-1946), representando a los municipios de la provincia

## Demografía
Alcañiz cuenta con una población de 16 247 habitantes (INE 2024).
| Gráfica de evolución demográfica de Alcañiz entre 1842 y 2021                                                       |
| |
| Población de derecho según los censos de población del INE Población de hecho según los censos de población del INE |

Evolución de la población de Alcañiz en la época censal y precensal

### Natalidad
En el 2018 se registraron 153 nacimientos, seis nacidos más que el año anterior. Además deja una tasa bruta de natalidad de 9,60 niños por cada 1000 habitantes.

### Mortalidad
En el 2018 se registraron 155 defunciones. Con una tasa bruta de mortalidad de 9,72.

### Inmigración
| Posición | Nacionalidad         | Población |
| -------- | -------------------- | --------- |
| 1.ª      | Rumania              | 250       |
| 2.ª      | Marruecos            | 87        |
| 3.ª      | República Dominicana | 16        |
| 4.ª      | Argelia              | 9         |
| 6.ª      | Colombia             | 8         |

## Economía
El sector económico principal es el sector servicios acaparando poco más de tres cuartos de toda la actividad económica. El principal tipo de establecimiento son los comercios al por menor de distribución local y mayoritariamente constituidas como pymes; también hay gran influencia del sector automovilístico con talleres de reparación. La economía de la ciudad es bastante diversificada ya que también cuenta con una industria propia de la Segunda revolución industrial, centrada la actividad en polígonos industriales a las afueras, es el caso del polígono Las Horcas y La Estación. También cabe resaltar Technopark que es un espacio en Motorland dedicado a la investigación en el sector automovilístico. Por último el sector menos desarrollado es el agropecuario con apenas 89 empresas en la localidad.

## Administración y política

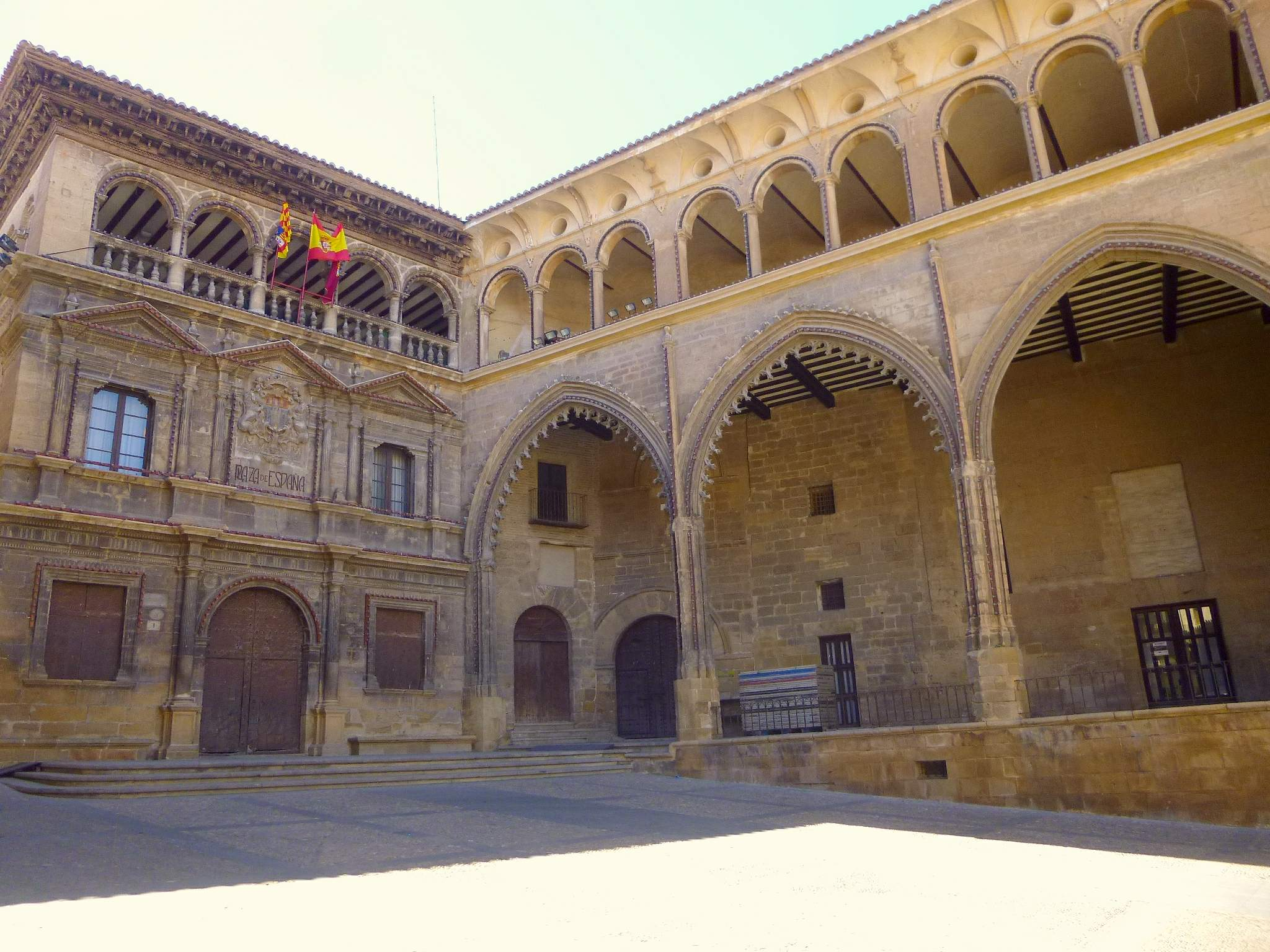
Ayuntamiento de Alcañiz

| Periodo   | Nombre                             | Partido | Partido                                            |
| --------- | ---------------------------------- | ------- | -------------------------------------------------- |
| 1979-1983 | José María Pascual Fernández-Layos |         | Independiente                                      |
| 1983-1987 | José María Pascual Fernández-Layos |         | Alianza Popular (AP)                               |
| 1987-1989 | María Soledad Navarro Pascual      |         | Partido de los Socialistas de Aragón (PSOE-Aragón) |
| 1989-1995 | José María Pascual Fernández-Layos |         | Partido Popular de Aragón (PP)                     |
| 1995-2007 | Carlos Abril Navarro               |         | Partido Popular de Aragón (PP)                     |
| 2007-2011 | Amor Pascual Carceller             |         | Izquierda Unida (IU)                               |
| 2011-2019 | Juan Carlos Gracia Suso            |         | Partido Popular de Aragón (PP)                     |
| 2019-2023 | Ignacio Urquizu Sancho             |         | Partido de los Socialistas de Aragón (PSOE-Aragón) |
| 2023-act. | Miguel Ángel Estevan Serrano       |         | Partido Popular de Aragón (PP)                     |

| Partido político    | Partido político                                                    | 1979   | 1983   | 1987   | 1991   | 1995   | 1999   | 2003   | 2007   | 2011   | 2015   | 2019   | 2023   |
| Partido político    | Partido político                                                    | Ediles | Ediles | Ediles | Ediles | Ediles | Ediles | Ediles | Ediles | Ediles | Ediles | Ediles | Ediles |
|                     | Alianza Popular (AP)-Partido Popular de Aragón (PP)                 | —      | 8      | 6      | 6      | 8      | 8      | 7      | 4      | 6      | 7      | 5      | 7      |
|                     | Partido de los Socialistas de Aragón (PSOE-Aragón)                  | 7      | 8      | 7      | 7      | 4      | 5      | 5      | 4      | 3      | 3      | 7      | 6      |
|                     | Teruel Existe (TE)                                                  | —      | —      | —      | —      | —      | —      | —      | —      | —      | —      | —      | 1      |
|                     | Vox                                                                 | —      | —      | —      | —      | —      | —      | —      | —      | —      | —      | —      | 1      |
|                     | Izquierda Unida (IU)-Ganar                                          | —      | —      | —      | —      | 1      | 0      | 2      | 5      | 3      | 3      | 1      | 1      |
|                     | Partido Aragonés (PAR)                                              | —      | —      | —      | 2      | 4      | 4      | 2      | 4      | 5      | 3      | 3      | 1      |
|                     | Ciudadanos (CS)                                                     | —      | —      | —      | —      | —      | —      | —      | —      | —      | 1      | 1      | —      |
|                     | Podemos-Equo                                                        | —      | —      | —      | —      | —      | —      | —      | —      | —      | —      | 0      | 0      |
|                     | Chunta Aragonesista (CHA)                                           | —      | —      | —      | —      | —      | 0      | 1      | 0      | 0      | 0      | —      | —      |
|                     | Ganemos Bajo Aragón                                                 | —      | —      | —      | —      | —      | —      | —      | —      | —      | 0      | —      | —      |
|                     | Unión de Centro Democrático (UCD)-Centro Democrático y Social (CDS) | 4      | 1      | 4      | 2      | —      | —      | —      | —      | —      | —      | —      | —      |
|                     | Agrupación Electoral Independiente                                  | 6      | —      | —      | —      | —      | —      | —      | —      | —      | —      | —      | —      |
| Total de concejales | Total de concejales                                                 | 17     | 17     | 17     | 17     | 17     | 17     | 17     | 17     | 17     | 17     | 17     | 17     |

## Patrimonio

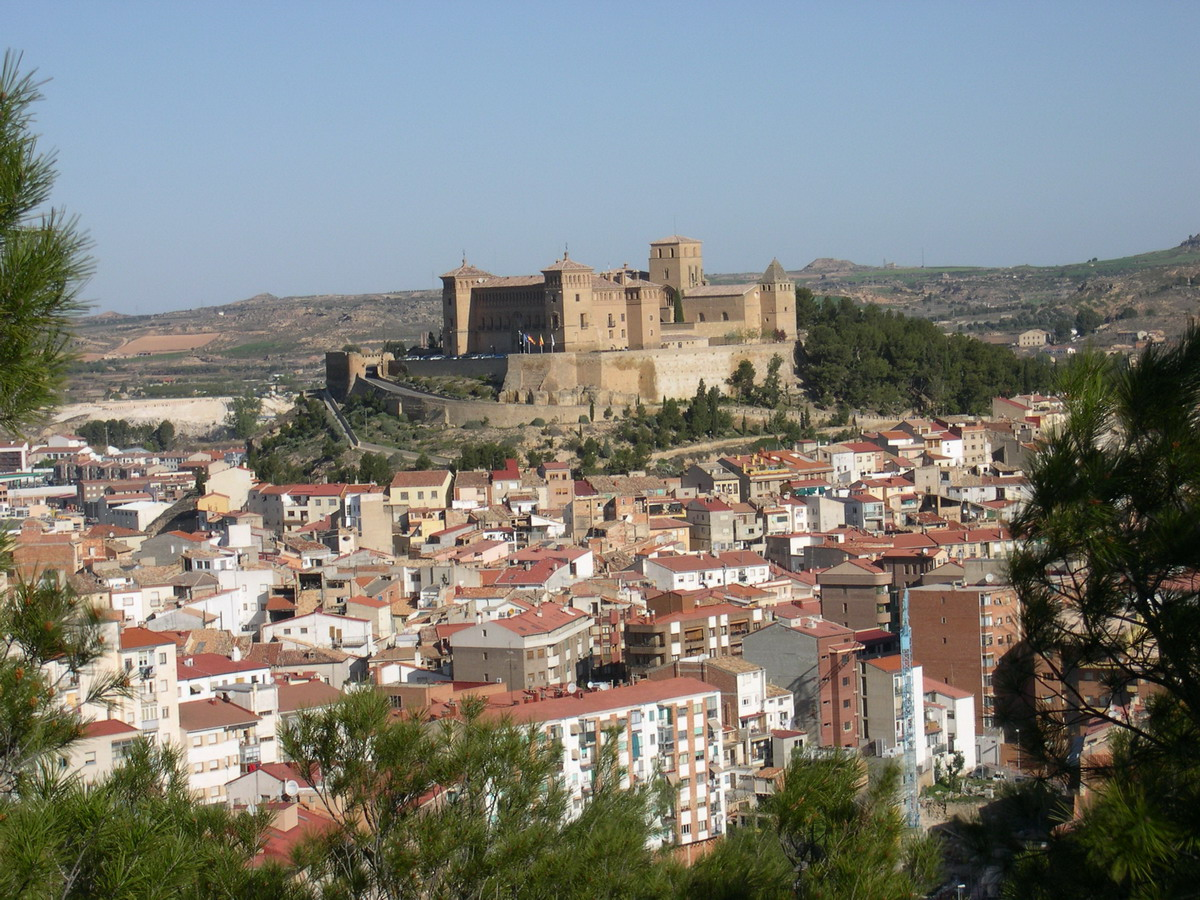
Vista general con el castillo de los Calatravos como protagonista

A pocos kilómetros de la ciudad se conservan las magníficas pinturas rupestres levantinas de Val del Charco del Agua Amarga, conjunto declarado Patrimonio de la Humanidad por la Unesco, junto al resto de las pinturas de arte rupestre del arco mediterráneo de la península ibérica. Entre sus antiguos poblados destacan los de época ibérica, como El Palao, "el Taratrato" o Tiro de Cañón, al que en diciembre de 2013 se añadió un imponente yacimiento descubierto al lado del que ya existía. Con origen en la Colección arqueológica de los Padres de las Escuelas Pías de Alcañiz, además de otros materiales procedentes de las excavaciones realizadas en los numerosos yacimientos de su término municipal, se formó la Exposición Permanente de Arqueología de Alcañiz, localizada en el Horno Nuevo de los Almudines.
Durante la Edad Media, la Orden de Calatrava —a la que Alfonso II hizo donación de un amplio territorio, en el Bajo Aragón, en 1179— se oponía a las ansias de libertad de Alcañiz, a la que Ramón Berenguer IV había concedido carta de población en 1157. Pugna en la que vencería, poco a poco, la ciudad. Los principales testimonios del Alcañiz medieval son el propio castillo, sede de la encomienda mayor que la Orden de Calatrava tuvo en la Corona de Aragón —con su magnífico conjunto de pintura mural gótica—; la gran torre-campanario gótica de la iglesia de Santa María la Mayor, templo que fue sede en varias ocasiones de las Cortes de Aragón y, singularmente, del Parlamento de Alcañiz previo al Compromiso de Caspe (1412); la Lonja, situada en la plaza Mayor (siglo XV); la portada trasladada de la antigua iglesia de San Pedro; el conjunto de pintura gótica en tabla (atribuido a Domingo Ram) conservado en su templo parroquial; y el conjunto de pintura mural gótica de las antiguas Casas Comunes de la Villa, situado actualmente en los bajos de la casa consistorial.

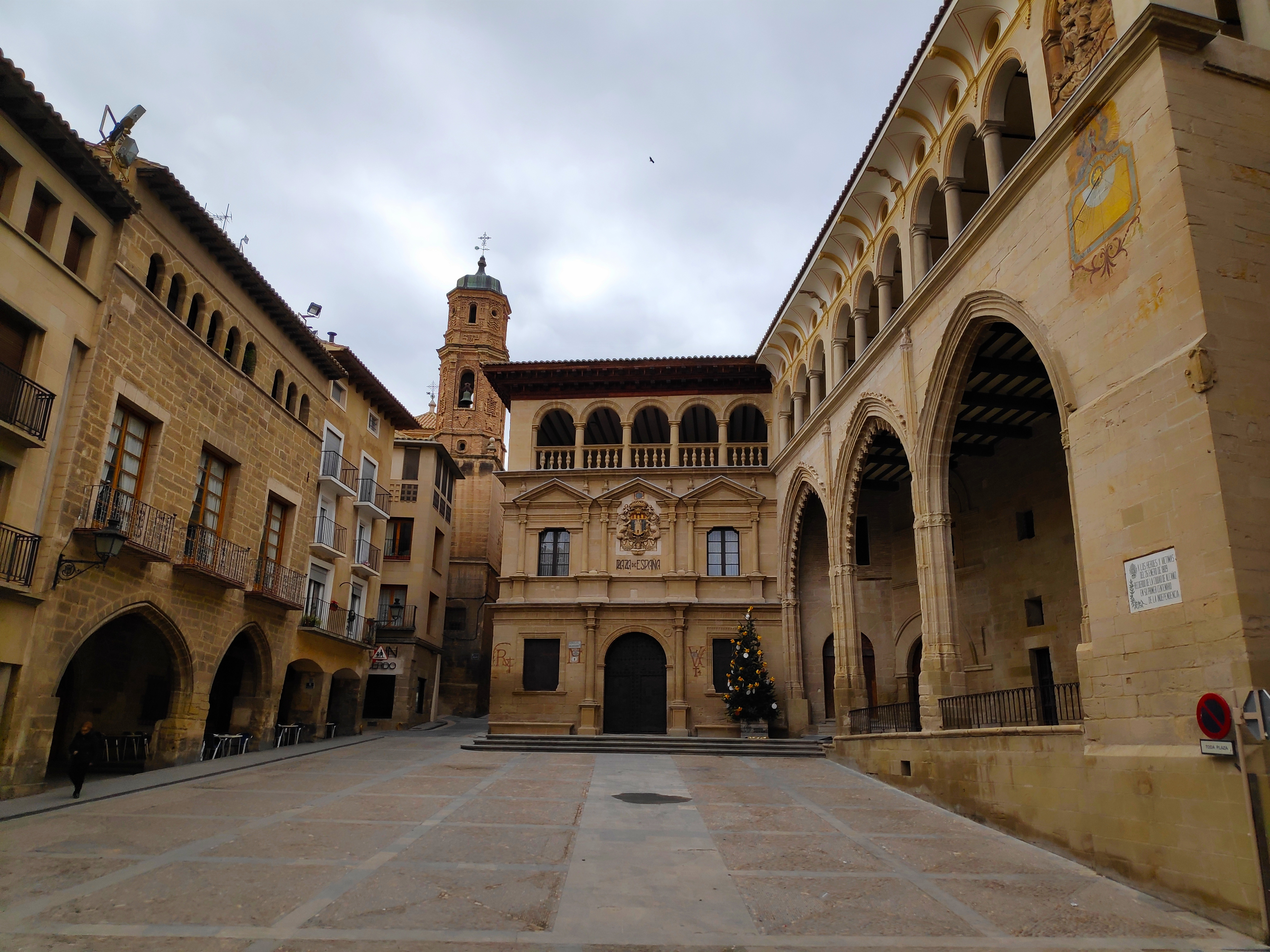
Plaza de España de Alcañiz

El poder de la propia ciudad frente a la Orden de Calatrava está simbolizado por su casa consistorial (1565-1570), construida en su plaza principal, formando ángulo con la Lonja gótica. Ambas construcciones fueron declaradas monumento histórico en 1931 (Gaceta de Madrid, número 155 de 04/06/1931). Este edificio, magnífico ejemplo clasicista, evoca al gran círculo de humanistas alcañizanos de su particular Siglo de Oro: Juan Sobrarias, Juan Lorenzo Palmireno, Bernardino Gómez Miedes, Domingo Andrés, Pedro Ruiz de Moros y Andrés Vives y Altafulla, por citar los más destacados. El siglo XVI deja también su huella en el propio castillo —con el sepulcro de alabastro del comendador Juan de Lanuza, realizado por Damián Forment en 1537— y en las tablas conservadas en su templo parroquial atribuidas al “Maestro de Alcañiz”. Son también magníficos ejemplos del mundo artístico alcañizano del siglo XVII la iglesia de Santo Domingo —en la que se funden la tradición gótica con el nuevo lenguaje renacentista— y un buen número de edificios palaciegos.

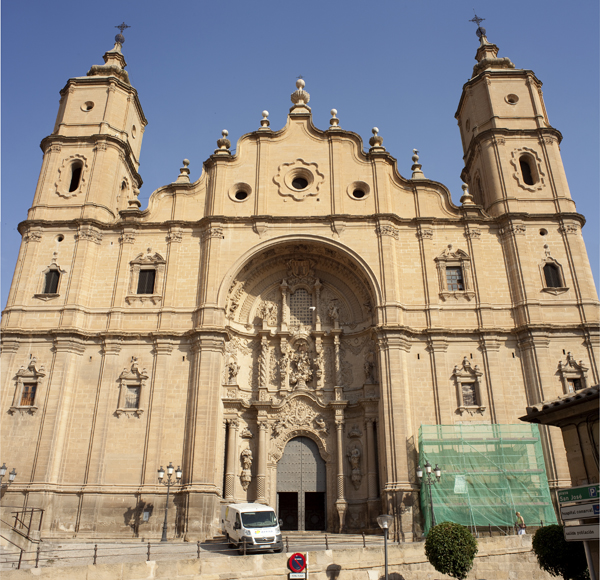
Fachada principal de la iglesia de Santa María la Mayor

Son numerosos los edificios monumentales barrocos: la propia iglesia de Santa María la Mayor (antigua colegial, reformada en el siglo XVIII), la iglesia del Carmen (BIC, siglo XVII), la iglesia de San Francisco (siglo XVIII), la iglesia de Escolapios (siglo XVIII), el palacio de los Comendadores (construido en la parte sur del antiguo castillo) que hoy acoge al Parador de Turismo, etcétera.
La gran figura artística alcañizana del siglo XIX fue Tomás Llovet, escultor y director durante varias décadas de la Real Academia de Bellas Artes de San Luis de Zaragoza y autor de varios retablos de Santa María la Mayor y de una profunda reforma del santuario de la Virgen de Pueyos.

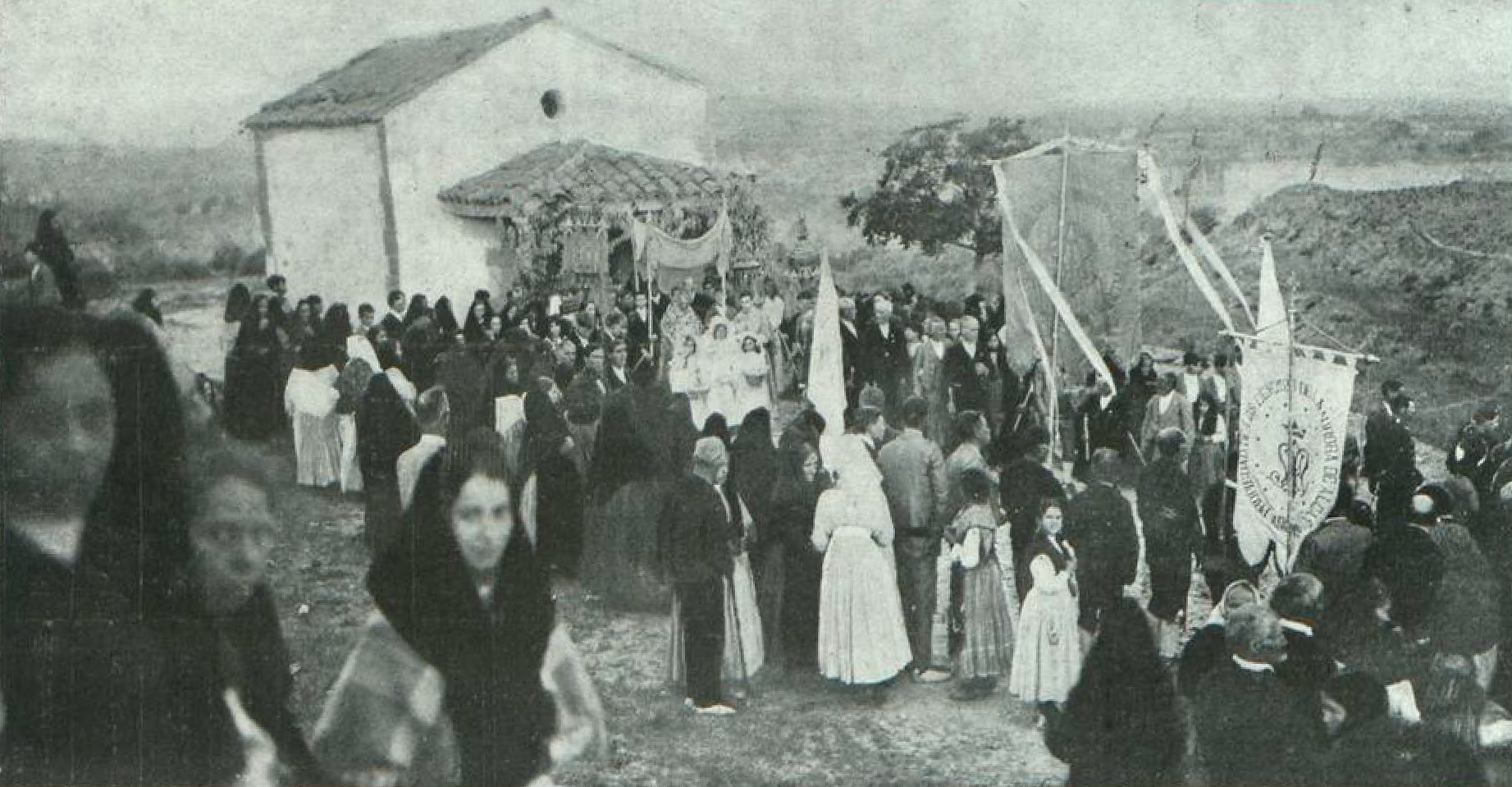
Ermita de San Pascual en una fotografía de Enrique Escuín (1918)

Alcañiz —además de las obras mencionadas en el breve recorrido histórico anterior— conserva otras muchas construcciones interesantes. En el ámbito religioso, por ejemplo, deben mencionarse: la ermita de Santa Bárbara (fruto de varias etapas constructivas), la ermita de la Encarnación (reedificada en 1860), la ermita de San Miguel (realizada posiblemente en el siglo XVI sobre una edificación anterior), la ermita de San Pascual (1879), la ermita de la Virgen de la Peña (siglos XVII-XIX), la antigua iglesia del convento de Capuchinos (reforma del siglo XIX sobre obra del XVII), la capilla de San José y numerosas capillas hornacinas distribuidas por sus calles.
Además, la capital bajoaragonesa presenta un importante número de casas palaciegas, que en su mayor parte siguen la tipología del palacio aragonés del “tardo-renacimiento”: fachada articulada en tres cuerpos o plantas, acceso a través de un gran arco de medio punto y disposición de la típica galería aragonesa en su planta superior. Este tipo de edificación se empieza a usar a finales del siglo XVI y pervive hasta el siglo XVIII. La mayoría de estas casas se concentran en la calle Mayor, en el barrio de los Almudines y en la calle Santa Pau (antigua calle de los Clérigos). En este grupo se incluirían el palacio Ardid y la casa situada en la calle Santa Pau 4 (actual sede de la biblioteca pública y el archivo municipal), la casa Maynar (sede de la Comarca del Bajo Aragón), la casa “Calandetas” (asociada a la Inquisición), etc. Son también interesantes varios ejemplos de arquitectura modernista (como las casas situadas en el paseo Andrade y la casa Taboada), los restos de su antiguo recinto amurallado (torreones, fragmentos de lienzos de muralla y portal del Loreto), diversas obras hidráulicas (como el molino Mayor y el Río Alto, la Fuente de los 72 caños, puentes, norias o balsas), sus hornos, etcétera. Es curiosa la red de pasadizos y estructuras subterráneas de la población (nevera, bodega, galerías, etc.) que hoy puede visitarse parcialmente, accediendo desde la Oficina de Turismo.

## Cultura

### Fiestas patronales
Las fiestas patronales se celebran del 8 al 13 de septiembre en honor de los patronos de la ciudad, Nuestra Señora Virgen de los Pueyos y el Santo Ángel Custodio. Se realiza una romería al Santuario de Nuestra Señora de los Pueyos el día 9, a la que los alcañizanos son acompañados por el Ayuntamiento, celebrándose la Santa Misa en la explanada del santuario, y la ofrenda de flores a la patrona. El día 10 se celebra la procesión en honor del Santo Ángel Custodio, recorriendo las calles de la parte baja y antigua de la ciudad, para llegar a la calle La Cueva, donde la leyenda dice que se apareció el Ángel. Desde hace unos años son los miembros de la policía local los encargados de portar a hombros la peana con el Ángel Custodio.

### Semana Santa

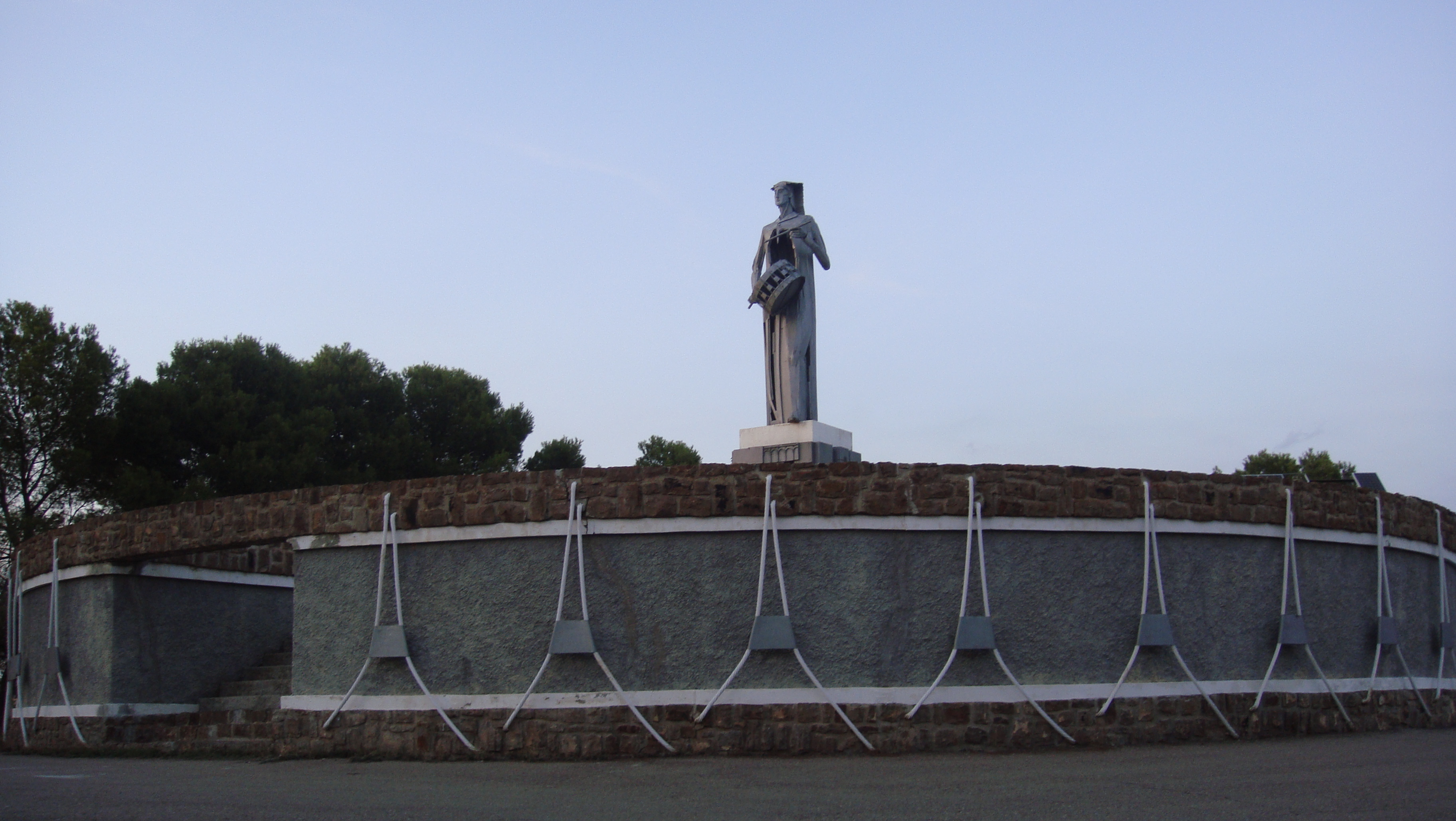
Monumento al tambor en la Estanca de Alcañiz.

#### Origen
El origen de la Semana Santa en Alcañiz data de 1625 según aparece publicado en el libro que está en manos de la Cofradía del Santo Entierro del año 1862 escrito por Ciriaco Romero:

"(...)Para celebrar sus funciones de Semana Santa, tiene concordia con dicha Colegial, firmada el 14 de Mayo de 1.625 a que se remite y siendo su primera función el Pregón, segunda el Descendimiento y tercera la solemne ministeriosa Procesión del Santo Entierro de Nuestro Señor Jesucristo (...)"

El 1 de noviembre de 1628 fue erigida la Cofradía del Santo Entierro por el papa Urbano VIII en Roma, en cuya bula se puede leer:

“Urbano, Obispo siervo de los siervos de Dios: a todos los fieles de Cristo que las presentes letras hayan de ver, salud y bendición apostólica;(...) y como se nos haya significado en una Parroquial, o otra Yglesia del lugar de Alcañiz, Diócesis de Zaragoza, esté instituida canónicamente, una piadosa y devota cofradía de los fieles de Cristo de una y otro sexo, y no solo para los de una arte especial, invocando el Santo Sepulcro de Nuestro Señor, (.....)”

El origen de la actual procesión tiene su germen en 1678 cuando un clérigo de la iglesia colegial de Santa María la Mayor, llamado fray Mateo Pestel, dirigió una comitiva en la que tres penitentes encapuchados portaban una trompeta, dos campanas y dos timbales respectivamente, a la manera de las ejecuciones capitales, posteriormente se añadirían nazarenos y años después comenzaría a sumarse a la comitiva habitantes en un inicio con matracas que acabarían siendo sustituidas por tambores, y tomando la forma actual de la procesión en 1730.

#### Actualidad
La Semana Santa de Alcañiz fue declarada de Interés Turístico Nacional en 2005 junto con el resto de las pertenecientes a la Ruta del tambor y el bombo, salvo La Semana Santa de Híjar, que ya disfrutaba de este honor desde 1980. Alcañiz a diferencia del resto de pueblos pertenecientes a la Ruta del tambor y el bombo presenta una ausencia de bombos en sus procesiones, no existe el acto conocido como Romper la hora y se viste túnica y tercerol azul celeste, queriendo simular el color del cielo a la muerte del redentor.

#### Las cofradías
Las cofradías de Alcañiz son cinco:
- Cofradía del Santo Entierro: Es la más antigua de las cofradías. Visten túnicas y tercerol azul celeste. Algunos pasos de la cofradía son Jesús Nazareno (adquirida en 1940), La Verónica (adquirida en 1941), La Oración en el Huerto (donada por la compañía local de Teatro La Farándula en 1943).[23]
- Hermandad de Jesús Nazareno: La vestimenta es túnica azul celeste, capirote blanco, capa roja y cíngulo amarillo. Uno de los pasos es Jesús atado a la columna.
- Hermandad del Silencio: Fundada en 1952, la vestimenta es túnica negra, capirote blanco y cíngulo blanco. Alguno de los pasos de la Hermandad son el Cristo del Silencio, la Virgen de las Lágrimas o La Piedad estrenada en 2007.[24]
- Cofradía de las Esclavas de la Soledad.
- Cofradía de la Virgen del Carmen.

### Ferias
- Expoguay - Salón infantil del Bajo Aragón, se realiza desde 2002 durante la última semana de diciembre.[25][26]
- Autoclassic - Feria centrada en los coches antiguos y clásicos, en donde se exponen numerosos automóviles y piezas para su venta, se realiza desde 1994, aunque en la última edición de 2022 se ha trasladado a Motorland.[27]
- Mercado Medieval - Hace años que se realiza en la localidad durante un fin de semana de los meses de abril o mayo un mercado ambientado en la época medieval. Este se lleva a cabo para por la plaza de España y las calles aledañas.

### Clubes deportivos

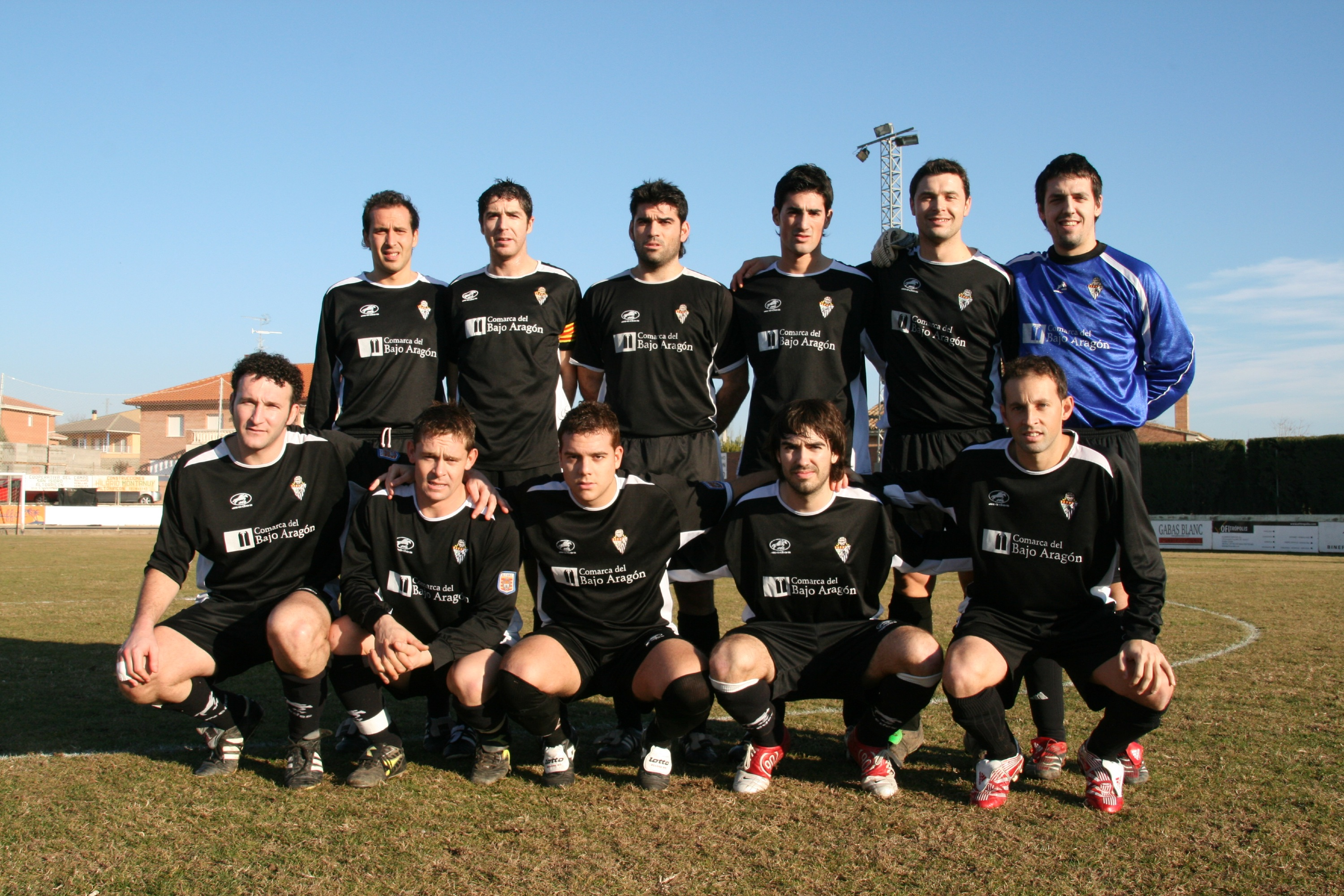
Jugadores del Alcañiz Club de Fútbol en 2008

- Alcañiz Club de Fútbol: Fundado en 1923 para la práctica de fútbol en Alcañiz y la comarca del Bajo Aragón.
- Real Automóvil Club Circuito Guadalope: Fundado en 1966 para organizar las carreras de automovilismo que se disputaban en la ciudad.
- Club Automodelismo Bajo Aragón (CABA). Fundado en 1995 bajo el nombre de Club Alcañizano de Modelismo Casino de Alcañiz.

## Ciudades hermanadas
- Tortosa (España, desde el 8 de junio de 1972)[28]
- Aviñón (Francia)[cita requerida]
- Vinaroz (España, desde el 31 de marzo de 2008)[29]